# Macropis kiangsuensis
Macropis kiangsuensis är en biart som beskrevs av Wu 1978. Macropis kiangsuensis ingår i släktet lysingbin, och familjen sommarbin. Inga underarter finns listade i Catalogue of Life.